# Киц, Александр Владимирович
Александр Владимирович Киц (род. 11 ноября 1956, Прокопьевск, Кемеровская область) — российский политический деятель, депутат Государственной Думы ФС РФ второго созыва (1995—1999). 

## Биография
Родился в г. Прокопьевск Кемеровской области в 1956 году.
Окончил Оренбургское высшее военное авиационное училище летчиков по специальности «летчик-инженер».
С 1978 по 1990 год служил в частях военно-морской авиации на Дальнем Востоке в должностях помощник командира корабля-ракетоносца ТУ-22 М-2, начальника штаба эскадрильи.
В 1990 году был уволен из военной авиации по сокращению штатов в звании майора.
Военный летчик 2-го класса.
В 1990—1992 годах — начальник участка предприятия «Вторсырье», г. Остров Псковской области.
В 1992 году вступил в ЛДПР, создал и возглавил Оренбургское региональное отделение ЛДПР.
В 1993 году баллотировался в Государственную думу 1 созыва от ЛДПР (141 место в федеральном списке ЛДПР на выборах).
С 1992 по 1995 — коммерческий директор предприятия «Ареал», затем — директор фирмы «Сервис» (г. Оренбург).

### Депутат государственной думы
В 1995 году баллотировался в Государственную думу 2 созыва от ЛДПР (номер 1 по Оренбургской области). Избран.
Вошёл в комитет ГД по труду и социальной политике, был председателем подкомитета по беженцам и вынужденным переселенцам.